# Styracura pacifica
Styracura pacificaはポタモトリゴン科に属するエイの一種である。

## 分布
オアハカ州からコスタリカまでの中米の太平洋岸に分布する。ガラパゴス諸島でも見られる。浅い砂泥底に生息する。近縁種のStyracura schmardaeのような低塩分への耐性を持つかは不明である。

## 形態
最大で全長150センチメートル、体盤幅60センチメートルになる。体盤は丸く、吻端は鈍角で小さな突起がある。尾に鰭膜はないが、腹面に隆起線がある。背面と尾は粗い皮歯で覆われる。肩部には大きな突起があり、2対の隆起線が前後に伸びる。尾には毒棘がある。

## 生態
寄生虫として、線虫のEchinocephalus janzeni、条虫のAcanthobothroides pacificus、Rhinebothrium geminumが知られる。他のトビエイ類同様に無胎盤性の胎生である。